# Голяново (район на Москва)
Голяново е административен район на Източен окръг в Москва.